# Cole Porter Album
Cole Porter Album — студийный альбом американской певицы Хелен Меррилл, посвящённый творчеству композитора Коула Портера. Релиз состоялся в 1986 году на лейбле Victor в Японии. Он также был издан в Соединённых Штатах лейблом PAR под названием Helen Merrill Sings Cole Porter.

## Отзывы критиков
| Оценки критиков | Оценки критиков |
| Источник        | Оценка          |
| --------------- | --------------- |
| AllMusic        | [ 2 ]           |

В своей рецензии AllMusic Кен Драйден пишет: «Хелен Меррилл давно известна своей мастерской интерпретацией стандартов. На момент проведения этих сессий ей было под пятьдесят, и она была на пике мастерства со своим хриплым, трогательным вокалом. Этот сборник произведений Коула Портера, записанных в конце 80-х, представляет собой смесь струнных аранжировок малых групп, составленных пианистом Торри Зито. Четыре подборки включают флюгельгорниста Тома Харрелла (который особенно великолепен), басиста Руфуса Рида и барабанщика Ронни Зито, включая дерзкую, отрывистую композицию „My Heart Belongs to Daddy“ и довольно расслабленную „I Get a Kick Out of You“. Пианист и флюгельгорнист обеспечивают ей единоличную поддержку рапсодической, чувственной композиции „You’d Be So Nice to Come Home To“ и сочную, медленно смакуемую „I Concentrate on You“. Струнные больше подходят для лёгкого прослушивания, хотя вокал Меррилл не менее впечатляет».

## Список композиций
Слова и музыка Коула Портера.
1. «What Is This Things Called Love» — 4:23
2. «I Love You» — 3:07
3. «In the Still of the Night» — 3:41
4. «My Heart Belongs to Daddy» — 4:27
5. «True Love» — 3:03
6. «You’d Be So Nice to Come Home To» — 4:53
7. «Every Time We Say Goodbye» — 3:47
8. «So In Love» — 5:34
9. «I Concentrate on You» — 4:06
10. «I Get a Kick Out of You» — 3:26

## Участники записи
- Альт — Теодор Израэль (1, 3, 5, 7)
- Аранжировка — Торри Зито (1, 3, 5, 7)
- Арфа — Глория Агостини (1, 3, 5, 7)
- Бас-гитара — Джон Бил (1, 3, 5, 7), Руфус Рид (2, 4, 8, 10)
- Виолончель — Чарльз Маккракен (1, 3, 5, 7)
- Вокал, продюсер, исполнительный продюсер — Хелен Меррилл
- Гобой, английский рожок, альтовая флейта — Джордж Мардж (1, 3, 5, 7)
- Продюсер, исполнительный продюсер — Ёсихиса Хонда
- Скрипка — Джерри Тарак (1, 3, 5, 7), Марвин Моргенштерн (1, 3, 5, 7)
- Ударные — Ронни Зито (2, 4, 8, 10)
- Флюгельгорн — Том Харрелл (2, 4, 6, 8-10)
- Фортепиано — Торри Зито (2, 4, 6, 8-10)
- Электрическое пианино — Торри Зито (6, 9)